# (442) Eichsfeldia
(442) Eichsfeldia – planetoida z grupy pasa głównego asteroid.

## Odkrycie
Została odkryta 15 lutego 1899 roku w Landessternwarte Heidelberg-Königstuhl, w Heidelbergu przez Maxa Wolfa i Arnolda Schwassmanna. Nazwa planetoidy pochodzi od Eichsfeldu, historycznej krainy w środkowych Niemczech. Przed jej nadaniem planetoida nosiła oznaczenie tymczasowe (442) 1899 EE.

## Orbita
(442) Eichsfeldia okrąża Słońce w ciągu 3 lat i 217 dni w średniej odległości 2,34 j.a. Planetoida należy do rodziny planetoidy Westa.